# Friedrich Schleiermacher

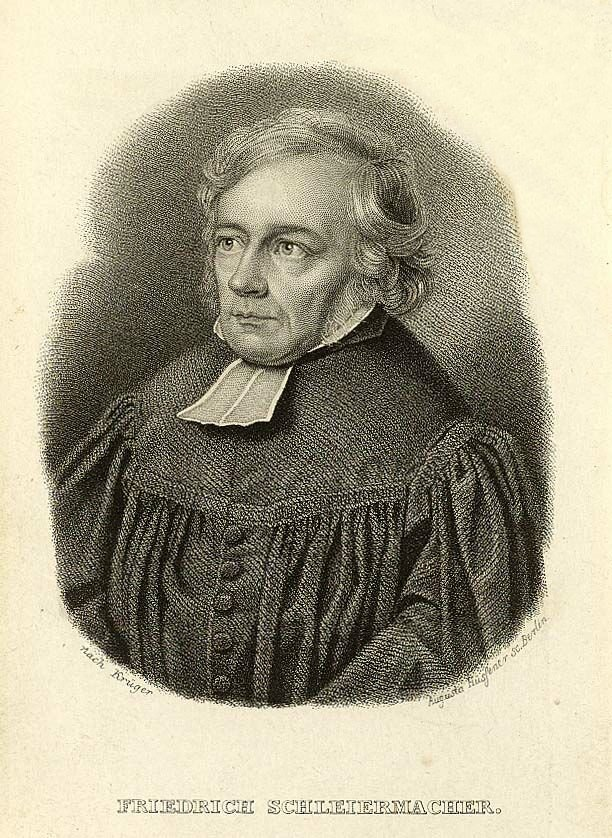
Friedrich Schleiermacher

Friedrich Daniel Ernst Schleiermacher (* 21. November 1768 in Breslau, Schlesien; † 12. Februar 1834 in Berlin) war ein deutscher evangelischer Theologe, Altphilologe, Philosoph, Publizist, Staatstheoretiker, Kirchenpolitiker und Pädagoge. In mehreren dieser Wirkfelder wird er zu den wichtigsten Autoren seiner Zeit, in einigen auch zu den Klassikern der Disziplin überhaupt gerechnet. Ähnliches gilt etwa für die Soziologie. Er übersetzte die Werke Platons ins Deutsche und gilt als Begründer der modernen Hermeneutik.

## Leben

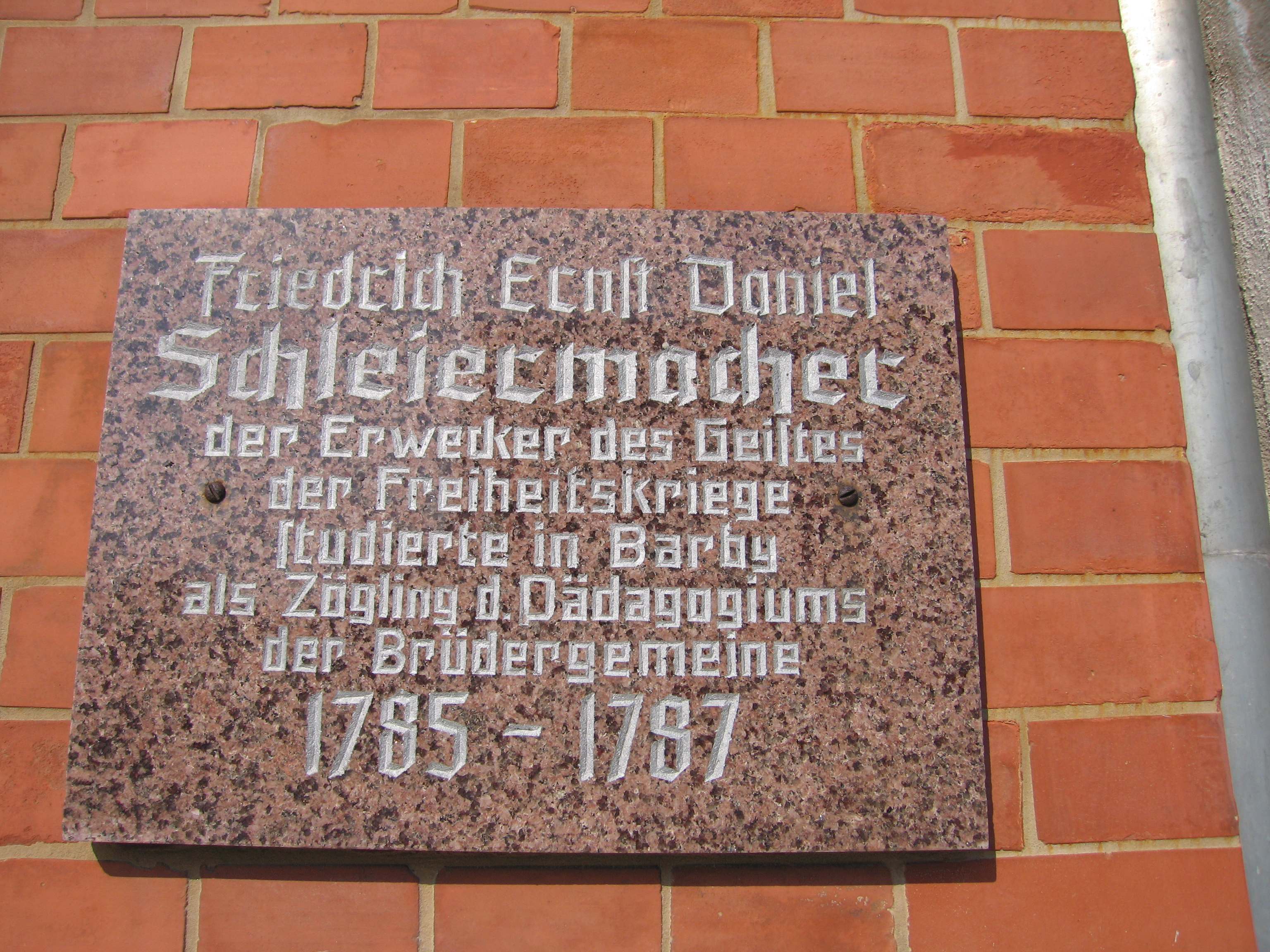
Gedenktafel in Barby (Elbe)

Friedrich Schleiermacher wuchs in einem Pfarrhaus als Sohn des reformierten Feldpredigers Gottlieb Schleiermacher (1727–1794), eines Sohnes des Zioniten Daniel Schleyermacher, und dessen Frau Maria Catharina (1736–1783), einer Tochter des Hofpredigers Timotheus Christian Stubenrauch (1693–1750), auf. Seine jüngere Halbschwester Anna Maria aus der zweiten Ehe seines Vaters wurde 1817 die zweite Frau Ernst Moritz Arndts. Schleiermacher wurde ab 1783 im Pädagogium der Herrnhuter Brüder-Unität in Niesky erzogen. Ab 1785 besuchte er ihr Theologisches Seminar in Barby, das er 1787 wieder verließ, nachdem er sich ab 1786 von der dogmatisch-positiven Form der Religiosität zu distanzieren begonnen hatte.
Nach dem äußeren Bruch mit den Herrnhutern und gegen den Willen seines Vaters studierte er anschließend an der Universität Halle Evangelische Theologie, wo er durch den Philosophen Johann August Eberhard mit der Wolffschen Philosophie in Kontakt gebracht wurde. Auch seine kontroverse Beschäftigung mit Immanuel Kant nimmt hier ihren Anfang. Von 1790 bis 1793 arbeitete er als Hauslehrer in der Familie des Grafen Friedrich Alexander zu Dohna auf Schloss Schlobitten in Ostpreußen. Seit dieser Zeit bestand eine enge Freundschaft mit dessen Sohn Alexander Graf zu Dohna-Schlobitten, später preußischer Innenminister und Staatsmann. 1794 wurde Schleiermacher Hilfsprediger in Landsberg/Warthe. Ab 1796 war er Prediger an der Charité in Berlin. In dieser Zeit verkehrte er in der von Ignaz Aurelius Feßler gegründeten „Mittwochgesellschaft“ und im Salon von Henriette Herz. Dort lernte er Friedrich Schlegel kennen, mit dem er von Ende 1797 bis September 1799 eine gemeinsame Wohnung hatte. Eng mit den romantischen Kreisen verbunden, veröffentlichte er erste Aufsätze in der Zeitschrift Athenaeum und mit dem Versuch einer Theorie des geselligen Betragens, den Reden über die Religion (beide 1799), den Monologen (1800) und den Vertrauten Briefen über Lucinde (1801, zu dem gleichnamigen Roman Friedrich Schlegels) seine ersten selbständigen Werke (alle vier zunächst anonym).
1802 wurde Schleiermacher nach Konflikten mit einem Vorgesetzten als Hofprediger nach Stolp versetzt. Dort veröffentlichte er 1804/05 die ersten drei Bände seiner durch Schlegel angeregten fünfbändigen Übersetzung der Werke Platons, die besonders durch die Einleitungen zu den Dialogen Epoche machte. Sie prägte die Platondeutung, die ausschließlich die Dialoge in den Mittelpunkt der Platoninterpretation stellte (vgl. die Diskussion um Platons ungeschriebene Lehre). An seine Grundlinien einer Kritik der bisherigen Sittenlehre (1803) schlossen die Abhandlungen über die wissenschaftliche Behandlung des Tugendbegriffs, des Pflichtbegriffs, über den Begriff des Erlaubten, über den Unterschied zwischen Natur- und Sittengesetz und den Begriff des höchsten Gutes an. Die Bayerische Akademie der Wissenschaften ernannte ihn 1805 zum korrespondierenden auswärtigen Mitglied der philologisch-philosophischen Klasse.

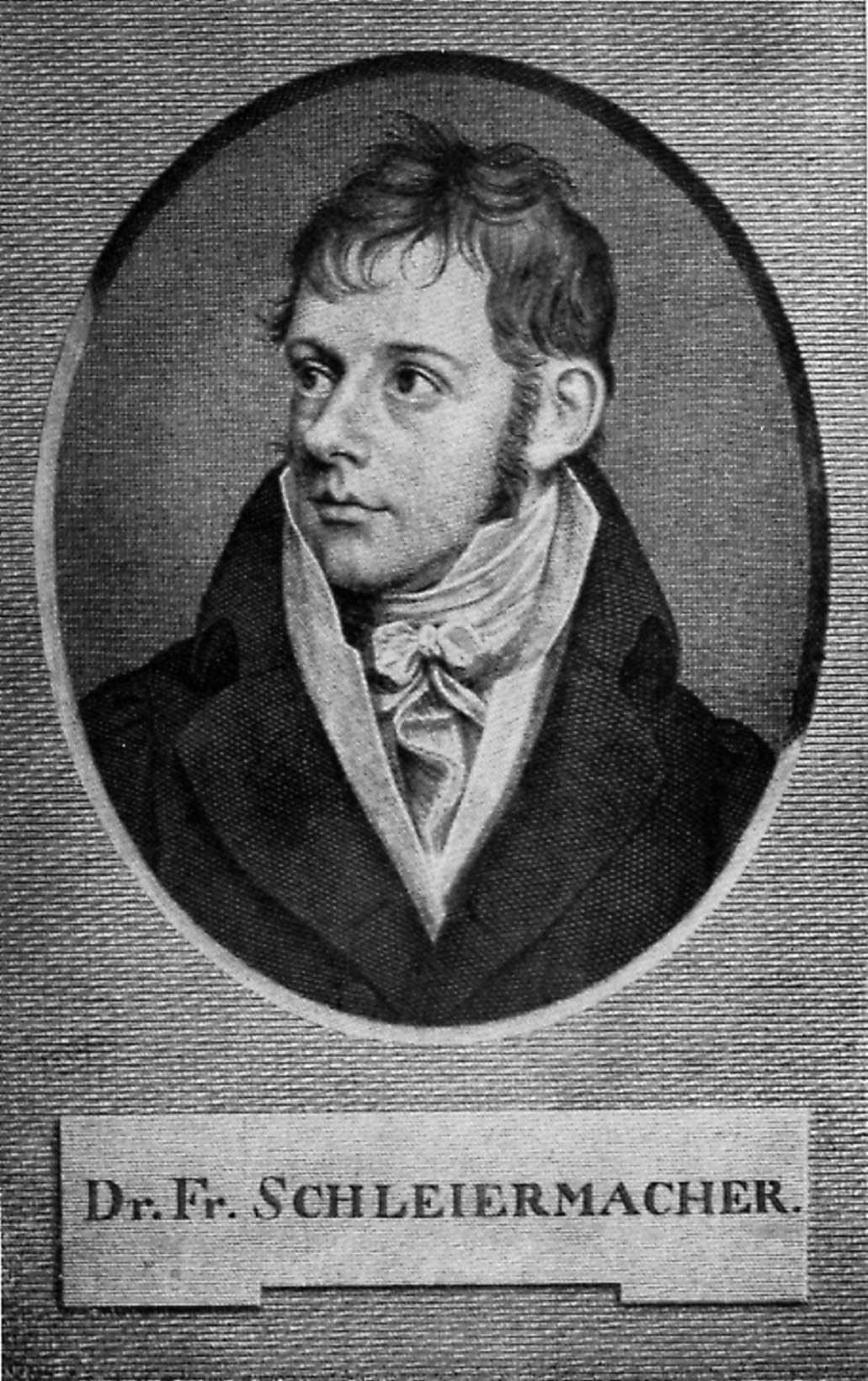
Friedrich Schleiermacher, Kupferstich von Johann Heinrich Lips

Nachdem er einen Ruf an die Universität Würzburg erhalten hatte, verweigerte ihm die Staatsführung die Erlaubnis zur Annahme; stattdessen erhielt er im Herbst 1804 eine Stelle als außerordentlicher Professor der Theologie und Philosophie und Universitätsprediger an der Universität Halle. 1806 wurde er dort ordentlicher Professor. Dort wohnte er in der als Gelehrten-Straße bekannten Großen Märkerstraße. In Halle veröffentlichte er 1806 Die Weihnachtsfeier, ein Gespräch und 1807 die kritische Schrift Über den so genannten ersten Brief des Paulus an den Timotheus. Wegen der kriegsbedingten zeitweiligen Schließung der Universität nach der Schlacht bei Jena und Auerstedt begab er sich Ende 1807 nach Berlin. Hier wirkte er erst als Privatgelehrter, bis er im Juni 1809 als einer von zwei Pfarrern an der Dreifaltigkeitskirche in der Friedrichstadt eingeführt wurde. Er wohnte bis 1817 in einem der beiden Pfarrhäuser. Gemeinsam mit dem Freiherrn vom Stein und Wilhelm von Humboldt war er eine treibende Kraft bei der preußischen Bildungsreform. Er setzte sich für die Gründung der Berliner Universität ein und verfasste 1808 die Programmschrift Gelegentliche Gedanken über Universitäten im deutschen Sinn. Als Mitglied und zeitweiliger Direktor der Wissenschaftlichen Deputation in Berlin übte er auch erheblichen Einfluss auf die Neugestaltung des höheren Schulwesens im Sinne des Neuhumanismus aus. Hauptamtlich wirkte er ab 1810 als Gründungsdekan der Theologischen Fakultät an der Berliner Universität und lehrte dort bis zu seinem Lebensende als ordentlicher Professor. Er behielt jedoch auch sein Pfarramt, in dem er nun regelmäßig durch Hilfsprediger unterstützt wurde. 1810 wurde er auch Mitglied der Königlich-Preußischen Akademie der Wissenschaften und hatte somit das Recht, auch philosophische Vorlesungen zu halten. Ab 1815 war er Sekretär der Philosophischen Klasse (später der Historisch-philologischen Klasse).

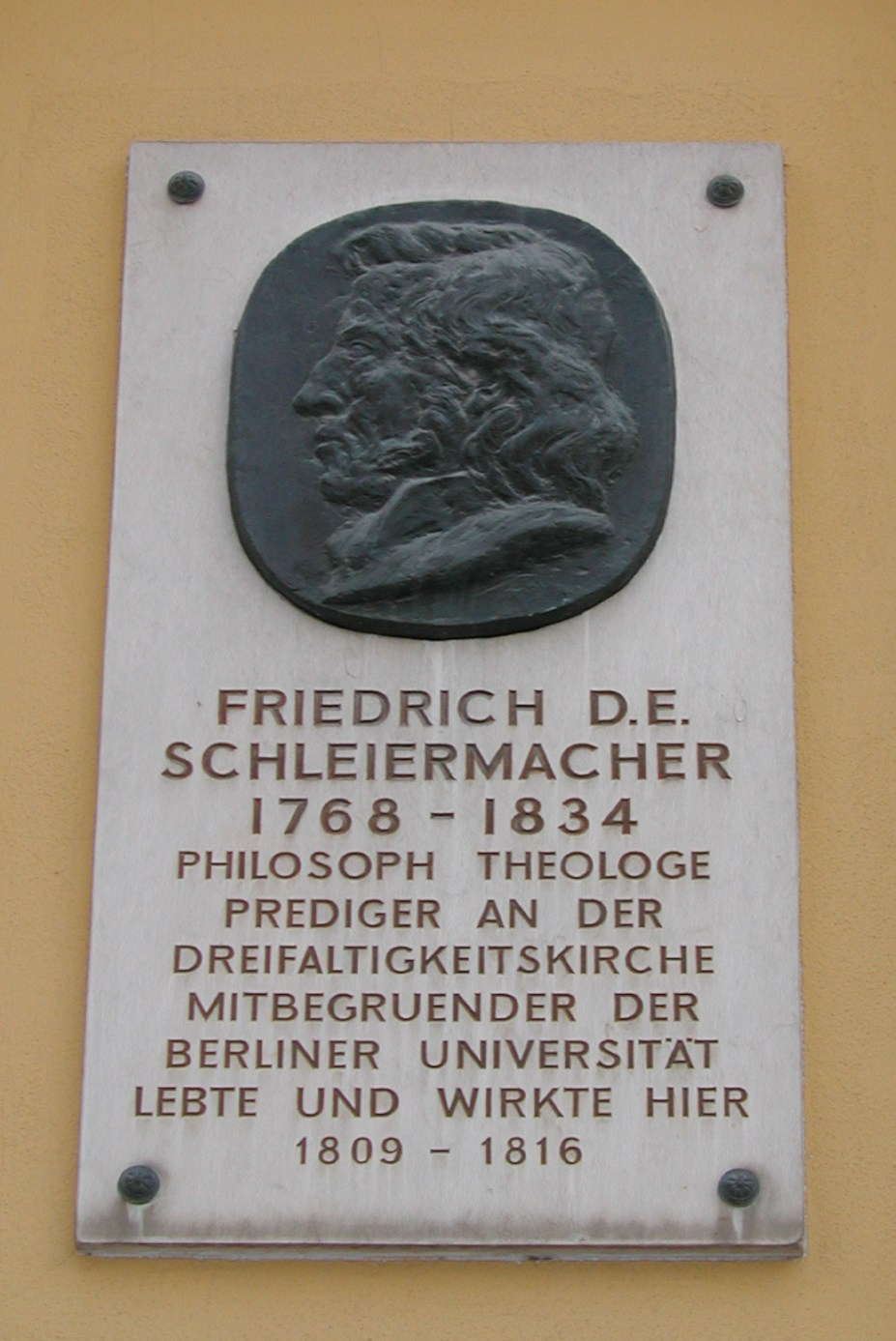
Gedenktafel am Predigerhaus der Dreifaltigkeitskirche in Berlin

Am 18. Mai 1809 heiratete Schleiermacher die einundzwanzigjährige Henriette von Willich (1788–1840), geb. von Mühlenfels, die Witwe seines Freundes Pastor Ehrenfried von Willich. Der Altersunterschied betrug zwanzig Jahre. Zu den zwei Kindern, die Henriette Schleiermacher in ihre zweite Ehe mitbrachte (darunter der spätere Jurist Ehrenfried von Willich), kamen vier gemeinsame Kinder hinzu, von denen der einzige Sohn Nathanael schon mit neun Jahren starb. Die Ehe litt unter der großen Verschiedenheit der Partner und den Gegensätzen zwischen seiner Weltanschauung und Henriettes Neigung zum Okkultismus. Schleiermachers Tochter Hildegard (1817–1889) heiratete 1834 den Rittergutsbesitzer und Politiker Maximilian von Schwerin-Putzar.
Gemeinsam mit seiner Frau war Schleiermacher ab 1809 Mitglied in Carl Friedrich Zelters Sing-Akademie zu Berlin, die sich zu einem geistig kulturellen Zentrum Berlins zu entwickeln begann. Auch weiteren Intellektuellenvereinen gehörte er an, wie beispielsweise der Deutschen Tischgesellschaft sowie der 1809 gegründeten Gesetzlosen Gesellschaft, deren Vorsitzender er von 1829 bis 1834 war. Ueber die verschiedenen Methoden des Uebersetzens (1813) gehört zu den bedeutendsten Zeugnissen deutscher Übersetzungstheorie.
Bis 1815 (in diesem Jahr übernahm er auch das Rektorat der Berliner Universität) hatte Schleiermacher großen Einfluss innerhalb der preußischen Politik. Nachdem er schon 1804 mit den Unvorgreiflichen Gutachten in Sachen des protestantischen Kirchenwesens eine Schrift zur Reform der Kirchenverfassung vorgelegt hatte, verfasste er 1808 und 1813 im Auftrag des Freiherrn vom Stein weitere Verfassungsentwürfe. In der Zeit der Restauration nach dem Wiener Kongress geriet er jedoch in Konflikte mit dem König Friedrich Wilhelm III., der den eingeschlagenen Weg zur Umgestaltung der Kirchenverfassung nun nicht mehr fortsetzen wollte. Schleiermacher, der ab 1817 als Präses der Vereinigten Berliner Synode an vorderster Stelle für die Einführung einer presbyterial-synodalen Kirchenverfassung kämpfte, wurde nun sogar von der Polizei bespitzelt und überwacht. Nur die Union von Lutheranern und Reformierten, für die sich Schleiermacher schon 1804 ausgesprochen hatte und die er 1818/19 gegen literarische Angriffe von Claus Harms und Christoph Ammon verteidigte, wurde 1817 verwirklicht. 1819 stand Schleiermacher wegen eines Solidaritätsschreibens an den im Rahmen der Demagogenverfolgung entlassenen Fakultätskollegen Wilhelm Martin Leberecht de Wette selbst kurz vor der Entlassung. In den 1820er Jahren geriet er in neue Konflikte, als er im „Agendenstreit“ mit seiner Schrift Über das liturgische Recht evangelischer Landesfürsten (1824 unter dem Pseudonym Pacificus Sincerus) dem König das Recht zur Einführung einer neuen Gottesdienstordnung bestritt.
Als theologischer Lehrer genoss Schleiermacher weiterhin größtes Ansehen. Unter seinen Publikationen sind die Kurze Darstellung des theologischen Studiums von 1811, eine enzyklopädische Einführung in die Theologie, und die zweibändige Dogmatik Der christliche Glaube nach den Grundsätzen der evangelischen Kirche im Zusammenhange dargestellt (1. Auflage 1821/22; 2. Auflage 1830/31) hervorzuheben. Hier unternahm Schleiermacher den Versuch, die überlieferte Theologie mit der Innerlichkeit und Freiheit des Subjekts auszusöhnen und zu erfüllen und die Religion auf das Gefühl absoluter („schlechthinniger“) Abhängigkeit zurückzuführen. Weitere theologische Vorlesungen wurden erst postum herausgegeben, zuerst Die christliche Sitte (1843). Zu seinen akademischen Schülern gehörten in Halle der spätere Fakultätskollege August Neander, in Berlin August Twesten (nach seinem Tod sein Nachfolger) und Karl Heinrich Sack, ein enger Gefolgsmann Friedrich Lücke. Durch sie wirkte Schleiermacher auf die Vermittlungstheologie ein. Eine eigentliche Schule begründete er jedoch nicht.
Schleiermachers Schüler Friedrich August Pischon (sein erster Hilfsprediger), Adolf Sydow, Ludwig Jonas (sein Nachlassverwalter), Christian Friedrich Bellermann, Philipp Buttmann und Friedrich Gustav Lisco wurden einflussreiche Pfarrer in Berlin und führten dort vor allem seine kirchenpolitischen Bestrebungen fort. Seine Konfirmanden kamen aus Bürgers- und Adelsfamilien der ganzen Stadt; zu ihnen gehörten zum Beispiel Gabriele von Humboldt und Otto von Bismarck. Eine enge Freundschaft verband Schleiermacher mit Georg Andreas Reimer, der sein Verleger und ab 1817 auch sein Vermieter war, sowie mit dem Theologen Joachim Christian Gaß (1766–1831). Über seinen Schüler Julius Schubring, der als Hauslehrer seiner Kinder arbeitete, lernte er Felix Mendelssohn Bartholdy kennen, den er tief beeinflusste.
Schleiermachers philosophische Werke entstanden zumeist als Vorlesungen oder als Abhandlungen für die Akademie. Die meisten Arbeiten waren Themen der antiken Philosophie gewidmet, aber er legte auch eigene Entwürfe zur Hermeneutik, zur Ethik, zur Ästhetik, zur Staatslehre und zur Pädagogik vor. Besonders einflussreich war seine Darstellung der Dialektik, die er als Einheit der Logik und Metaphysik fasste.

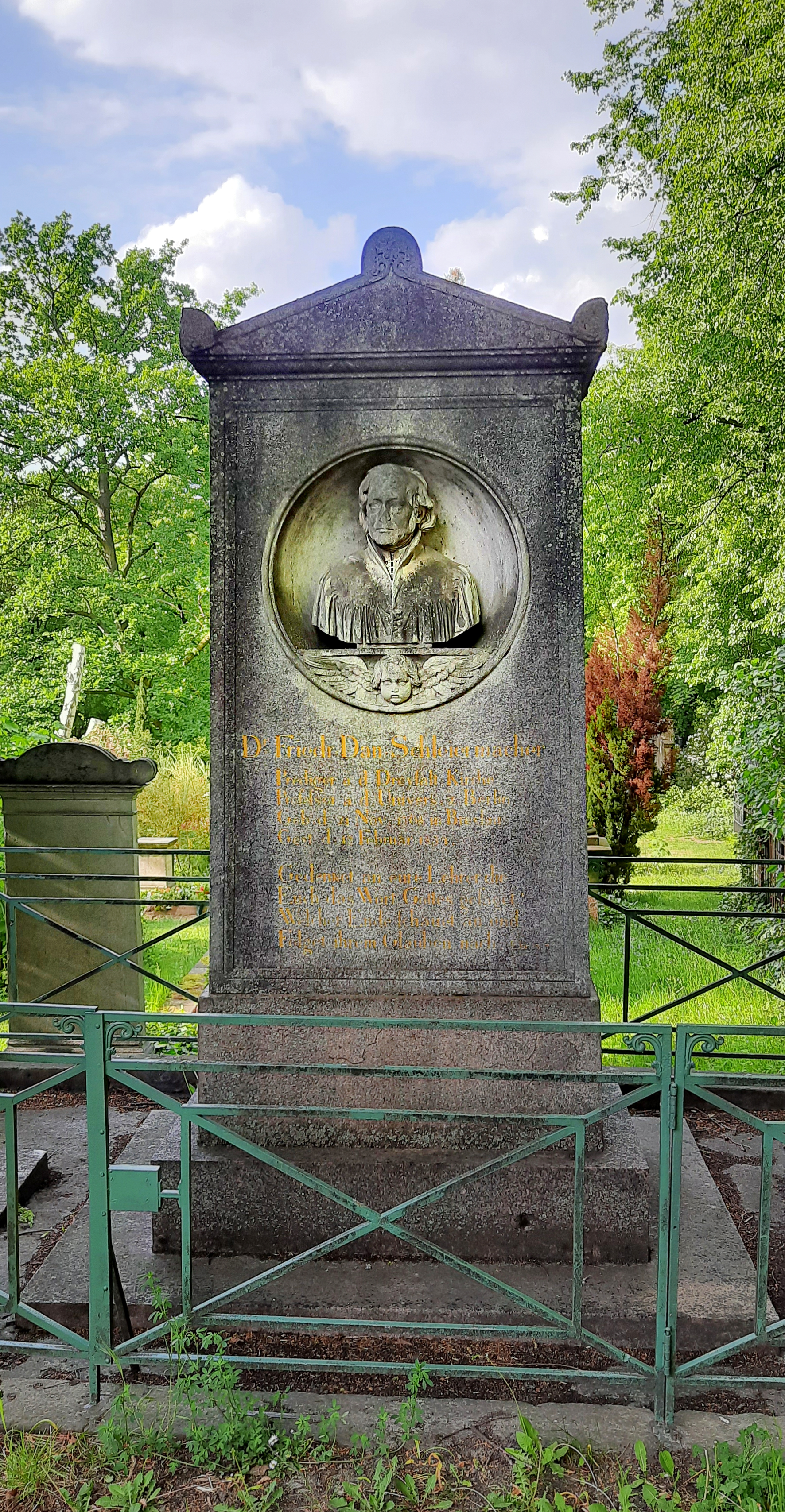
Das Grab von Friedrich Schleiermacher auf dem Dreifaltigkeitskirchhof II in Berlin-Kreuzberg

Schleiermacher starb am 12. Februar 1834 an einer verschleppten Lungenentzündung. An seiner Beisetzung auf dem Dreifaltigkeitskirchhof II an der Bergmannstraße in Berlin-Kreuzberg (Feld B) nahmen zwischen 5.000 und 30.000 Menschen teil. Der Entwurf des Grabmals stammt von Ludwig Ferdinand Hesse. Eine Büste Schleiermachers, die den Grabstein schmückt, fertigte Fritz Schaper nach einem Entwurf von Christian Daniel Rauch aus dem Jahr 1829. Das Grab wird als Ehrengrab des Landes Berlin erhalten.

## Theologische Werke
Die Aufklärung hatte über das 18. Jahrhundert die christliche Religion in Bedrängnis gebracht. Die Geschichtlichkeit war anrüchig geworden, die amtskirchliche Nähe zum Staat galt als Zeichen der Abhängigkeit. Und auch die Reste der Religiosität gerieten zwischen zwei Fronten: Auf der einen Seite stand der Rationalismus, vertreten vornehmlich durch die Schule des Christian Wolff, der das Denken wie das Handeln aus einem System allgemeingültiger Wahrheiten deduzierte. Auf der anderen Seite führte die Kritik Immanuel Kants zu einer Moralphilosophie, die allein vom Menschen abhing, ihn in den Mittelpunkt stellte und damit auch den im Namen der Menschlichkeit angerichteten Grausamkeiten zu spotten schien.
Mit dem Ende des 18. Jahrhunderts schien aber auch der (Spät-)Rationalismus seinen Zenit überschritten zu haben. Die christliche Gegenbewegung fand nun im Supranaturalismus ihren Ausgangspunkt. Der nie verschwundene Pietismus entfaltete erneut seine Wirkung. Die in das konfessionelle Neuluthertum mündende Erweckungsbewegung gewann allmählich an Profil. In dieser Zeit bezog Schleiermacher Stellung, versuchte die Positionen von Rationalismus und Supranaturalismus, von im weiteren Sinne Kultur und Religion überhaupt zu vermitteln und darin über sie hinauszukommen. Sein theologischer Entwurf machte ihn zum „Kirchenvater des 19. Jahrhunderts“, der „an die Spitze einer Theologie der neuesten Zeit gehört […] und keiner neben ihn“ (Barth), in ihm kam die „Antithese der romantischen gegen die aufklärerische Bildung zur vollen Geltung“ (R. Haym), er wurde für viele „die Geburtsstunde […] [ihres] höheren Lebens“ (Claus Harms). Man sprach andererseits in abschätzigem Sinne
von „Vermittlungstheologie“, „Gefühlstheologie“ und „Kulturprotestantismus“.

### Über die Religion (1799)
Schleiermachers erster Ansatz zu einer derartigen Theologie fand sich 1799 in Über die Religion. Reden an die Gebildeten unter ihren Verächtern. (Nach Wilhelm Dilthey stammten die ersten Ansätze aus Gesprächen mit Henriette Herz, die schon im Frühjahr 1798 stattgefunden hatten. Im Februar 1799 war die zweite Rede vollendet). Das anonym veröffentlichte Werk sollte Apologie und Kampfschrift zugleich sein. In ihm wollte Schleiermacher die Notwendigkeit religiöser Besinnung aus der Situation des Gebildeten heraus aufzeigen: Dem vernünftig Denkenden sollte gerade in seiner Vernunft die zentrale Bedeutung des Christentums nachgewiesen werden.
Zu einer der grundlegenden Behauptungen Schleiermachers wurde daher, dass die Religiosität genauso zum Menschen gehöre wie das (deduktive) Denken und das (moralische) Handeln und somit beide als gleichwertig zu betrachten seien. Die Subjekt-Objekt-Spaltung zwischen Wahrnehmendem und Wahrgenommenem der Religion sollte nach Schleiermacher gerade durch die Religion überwunden werden, in der Überwindung sollte die Religion sich erst als solche sichtbar machen (und als tertium belegen).
Denn die Religion, die für Schleiermacher „Sinn und Geschmack für das Unendliche“ war, überwand in der Wahrnehmung, die er als Verschmelzung von Subjekt (dem religiösen Menschen) und Objekt (der göttlichen Unendlichkeit) begriff, diese Spaltung. „Das Charakteristische ist also ein Doppeltes“, wie Martin Kähler später formulierte: „Es ist ein Einswerden mit unseren Gegenständen in unserem Inneren […] und ferner: Es bezieht sich auf die Gegenstände als Träger der Wirkung des Universums“ (Geschichte der protestantischen Dogmatik, 55).
Die Schleiermacher’sche Frömmigkeit als der subjektive Ausdruck der Religion, die später von vielen Theologen brüsk abgelehnt wurde, hat ihre Vorläufer in J. J. Hess mit seinem Werk Vom Reich Gottes. Ein Versuch über den Plan der göttlichen Anstalten und Offenbarungen (2. Auflage 1781) und Johann Albrecht Bengel und wurzelt in der deutschen Romantik und ihrem Menschenbild, wie es sich bei Johann Gottfried Herder, Johann Georg Hamann, schließlich Friedrich Wilhelm Joseph Schelling, Jakob Friedrich Fries, Wilhelm Martin Leberecht de Wette fand. So ist, wenn Religion als Privatsache ausgegeben wird, hier auch nicht egozentrische Überheblichkeit oder schales Privatisieren, sondern der in der Romantik geprägte Individualismus angesprochen, der sich gegen ein funktionell verstandenes Menschenbild der Spätaufklärung abgrenzte und gerade in der Wiederentdeckung der Gefühlswelt mechanistischen Menschenbildern, wie sie sich bei Descartes fanden, entgegenstand.
In der Religion sollen nach Schleiermacher dann aber Anschauung und Gefühl, rezeptiver und spontaner Bewusstseinsakt, das Affizierende und das Affizierte wieder zusammenfallen. Beide Pole werden in der Religion überwunden, denn „Anschauung ohne Gefühl ist nichts und kann weder den rechten Ursprung noch die rechte Kraft haben, Gefühl ohne Anschauung ist auch nichts: beide sind nur dann und deswegen etwas, wenn und weil sie ursprünglich Eins und ungetrennt sind“ (Reden, 73).

### Kurze Darstellung des theologischen Studiums
In seiner Kurzen Darstellung des theologischen Studiums zum Behuf einleitender Vorlesungen (1811; zweite, wesentlich überarbeitete Auflage 1830) – Hans-Joachim Birkner sprach von einem „theologischen Reformprogramm“ – vollzog Schleiermacher die Aufteilung der auf die Kirchenleitung bezogenen „positiven Wissenschaft“ Theologie in drei Unterdisziplinen: Philosophische Theologie, Historische Theologie und Praktische Theologie. Letztere, über die er auch mehrfach Vorlesungen hielt, begründete Schleiermacher erstmals als wissenschaftliche Disziplin, die nun über die Sammlung pastoraler Klugheitsregeln hinausging und die „Theorie der Praxis“ bot.

### Die Glaubenslehre
In der Glaubenslehre, die 1821/22 in zwei Bänden erschien (zweite, wesentlich überarbeitete Auflage 1830/31), legt Schleiermacher dann eine Darstellung des christlichen Glaubens vor. In der Einleitung zu diesem Werk verankert er den Begriff der Religion in einer Theorie des unmittelbaren Selbstbewusstseins bzw. des Gefühls. Religion ist das Gefühl absoluter Abhängigkeit. Der Mensch ist sich immer einer partiellen Freiheit und einer partiellen Abhängigkeit in allem Denken und Handeln bewusst, aber gerade die teilweise Abhängigkeit in allem Bewusstsein der Freiheit führt letztlich auf ein Gefühl völliger Abhängigkeit. In der theologischen Diskussion ist Schleiermachers Religionstheorie heftig umstritten.
Weithin anerkannt ist dagegen inzwischen die Zentralstellung, die Schleiermacher dem Religionsbegriff innerhalb der theologischen Beschreibung der christlichen Frömmigkeit gibt. Denn sowohl der Gottesbegriff als auch der Begriff der Offenbarung, welche in der altprotestantischen Orthodoxie das theologische System trugen, waren in der Zeit der Aufklärung scharfer Kritik unterzogen worden. Diese wesentlichen Lehren des Christentums lassen sich demnach nicht mehr durch den Verweis auf die Offenbarung Gottes in der Heiligen Schrift begründen. Schleiermacher versucht dieses Problem durch zwei religionsphilosophische Theorieelemente, nämlich durch Aufnahme des Religionsbegriffs und durch die Bestimmung des Wesens des Christentums zu lösen.

## Satirische Rezeption

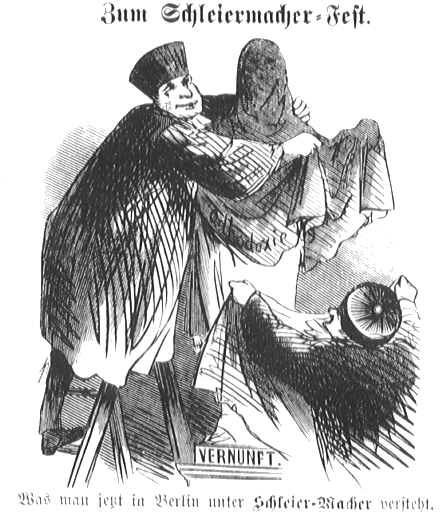
Zum Schleiermacher-Fest: Was man jetzt in Berlin unter Schleier-Macher versteht. Karikatur zum 100. Geburtstag

Schleiermachers Werke wurden vielfach kontrovers aufgenommen. Besonders seine Apologetik des religiösen Gefühls in den Reden, seine Verteidigung des Skandalromans Lucinde und seine dogmatischen Innovationen zogen viel Spott auf sich. Gern genutzt wurde dabei sein „Bedeutsamer Name“. So betitelt August Wilhelm Schlegel seine Verse:

„Der nackten Wahrheit Schleier machen,

Ist kluger Theologen Amt,

Und Schleiermacher sind bei so bewandten Sachen

Die Meister der Dogmatik insgesamt.“

Zum „Schleiermacher-Fest“ 1868 erschien eine Karikatur „Was man jetzt in Berlin unter Schleier-Macher versteht“, welche die Verschleierung der Vernunft mit dem Gewande der Orthodoxie zeigt.
Auch Friedrich Wilhelm Joseph Schelling sparte 1799 nicht an „Widerporstigkeit“ vor allem gegen die Reden, aber auch den Tenor einer an Fichte, Goethe und Spinoza orientierten Religionsphilosophie und deren Popularisierung überhaupt:

„Zwar, als sie sprachen davon so trutzig,

Wurd ich eine Weile stutzig,

las, als ob ich was verstehen könnt,

Darum so Reden als Fragment.“

## Würdigungen

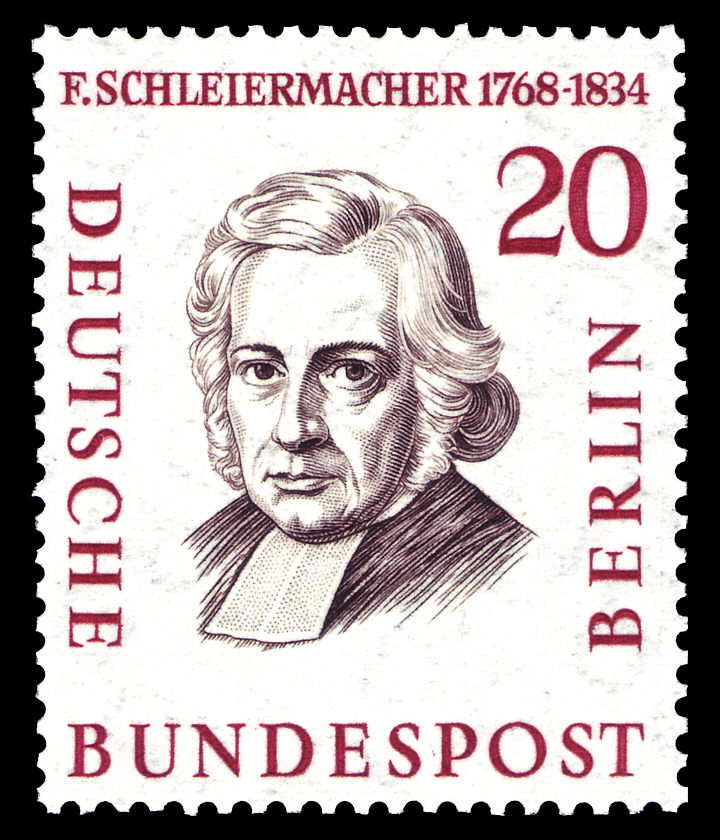
Briefmarke der Deutschen Bundespost Berlin (1958) aus der Serie Männer aus der Geschichte Berlins

### Straßen
Im Ortsteil Berlin-Kreuzberg wurde 1875 die Schleiermacherstraße nach ihm benannt; ein Bereich, in dem die Straßen nach den Gründungsprofessoren der Berliner Universität benannt wurden. Auch in Augsburg (in Lechhausen-Süd), Dresden (im Stadtteilzentrum Dresden-Plauen, direkt neben dem Eisinger-Areal), Halle (Saale) (im Paulusviertel), Frankfurt am Main (im Nordend), Nürnberg, Köln (zwischen Rheinufer und Mülheimer Stadtgarten) und weiteren deutschen Städten gibt es Schleiermacherstraßen.

### Briefmarke
Zum 250. Geburtstag gab die Deutsche Post AG ein Postwertzeichen im Nennwert von 70 Eurocent heraus. Die Briefmarke zeigt neben einem Bild Schleiermachers das Zitat Es gibt in jedem Augenblick etwas Gutes und des Menschen Würdiges zu tun. Der Entwurf des Postwertzeichens stammt vom Grafiker Armin Lindauer aus Mannheim. Ersttag war der 2. November 2018.

### Gedenktag
12. Februar im Evangelischen Namenkalender.

### Schule
In Niesky, wo Schleiermacher von 1783 bis 1785 erzogen wurde, ist heute das Gymnasium nach ihm benannt.

## Schriften

### Gesamt- und Auswahlausgaben
- Sämmtliche Werke. Reimer, Berlin 1834–1864 (Abteilung I: Zur Theologie, 11 Bände, 1835–1864, zwei geplante Bände sind nicht erschienen; Abteilung II: Predigten, 10 Bände, 1834–1856; Abteilung III: Zur Philosophie, 9 Bände, 1835–1862). Jonas (Hrsg.): Dialektik. 1839; archive.org.
- Aus Schleiermachers Leben. In Briefen. Hrsg. von Ludwig Jonas und Wilhelm Dilthey. Vier Bände. Reimer, Berlin 1860–1863 (Reprint de Gruyter, Berlin 2019)
- Werke in Auswahl. Hrsg. von Otto Braun und Johannes Bauer. 4 Bände. Leipzig 1910–1913 (= Philosophische Bibliothek, 136–139). Späterer Nachdruck: Aalen 1981
- Kleine Schriften und Predigten. Hrsg. von Hayo Gerdes und Emanuel Hirsch. Drei Bände. de Gruyter, Berlin 1969/70.
- Kritische Gesamtausgabe. Walter de Gruyter, Berlin / New York 1980 ff. (Abteilung I: Schriften und Entwürfe, 15 Bände in 18 Teilbänden, 1980–2005; Abteilung II: Vorlesungen, bisher 10 Bände in 11 Teilbänden, 1998 ff.; Abteilung III: Predigten, 15 Bände, 2011–2018; Abteilung IV: Übersetzungen, bisher 4 Bände, 2016 ff.; Abteilung V: Briefwechsel und biographische Dokumente, bisher 16 Bände, 1985 ff.)
- Texte zur Pädagogik. Kommentierte Studienausgabe. Hrsg. von Michael Winkler und Jens Brachmann. Zwei Bände. Suhrkamp, Frankfurt am Main 2000.

### Wichtige Einzelausgaben
- Hermeneutik und Kritik. Reimer, Berlin 1838. (Digitalisat und Volltext im Deutschen Textarchiv)
- Monologen. Meiner, Hamburg 1978, ISBN 3-7873-0441-X.
- Über die Religion. Hrsg. v. Andreas Arndt. Meiner, Hamburg 2004, ISBN 3-7873-1690-6.
- Über die Religion. Synoptische Studienausgabe der Textfassungen 1799, 1806 und 1821. Hrsg. v. Niklaus Peter, Frank Bestebreurtje und Anna Büsching, Theologischer Verlag Zürich, Zürich 2012, ISBN 978-3-290-17626-6.
- Über die Philosophie Platons. Hrsg. v. Peter M. Steiner mit Beiträgen von Andreas Arndt und Jörg Jantzen. Meiner, Hamburg 1996, ISBN 978-3-7873-1270-2.
- Ethik (1812/13). Hrsg. v. Hans-Joachim Birkner. Meiner, Hamburg 1990, ISBN 3-7873-0971-3.
- Dialektik (1811). Hrsg. v. Andreas Arndt. Meiner, Hamburg 1986, ISBN 3-7873-0670-6.
- Dialektik (1814/15). Hrsg.v. Andreas Arndt. Meiner, Hamburg 1988, ISBN 3-7873-0721-4.
- Dialektik. Hrsg. v. Manfred Frank. Zwei Bände. Suhrkamp, Frankfurt am Main 2001, ISBN 978-3-518-29129-0.
- Die Weihnachtsfeier. Ein Gespräch. Manesse, Zürich 1989, ISBN 3-7175-8155-4.
- Hermeneutik und Kritik: mit einem Anhang sprachphilosophischer Texte Schleiermachers. (= Suhrkamp-Taschenbuch Wissenschaft. 211). Hrsg. v. M. Frank. Suhrkamp, Frankfurt am Main 1977, ISBN 3-518-27811-8.
- Bruchstücke der unendlichen Menschheit, Fragmente, Aphorismen und Notate der frühromantischen Jahre. Hrsg. v. Kurt Nowak. Union Verlag Berlin, 1984.
- Pädagogik. Die Theorie der Erziehung von 1820/21 in einer Nachschrift. de Gruyter, Berlin 2008 (de Gruyter Texte).
- Ästhetik (1832/33). Begriff der Kunst. Hrsg. v. Holden Kelm. Meiner, Hamburg 2018, ISBN 978-3-7873-3137-6.

### Biographie
- Wilhelm Dilthey: Leben Schleiermachers. Zwei Bände. de Gruyter, Berlin 1860 (Neuausgabe, hrsg. von Martin Redeker. Berlin 1966).
- Wilhelm Dilthey: Schleiermacher, Friedrich Daniel Ernst. In: Allgemeine Deutsche Biographie (ADB). Band 31, Duncker & Humblot, Leipzig 1890, S. 422–457.
- Stephen Sykes: Friedrich Schleiermacher. John Knox Press, Richmond 1971.
- Keith W. Clements: Friedrich Schleiermacher, pioneer of modern theology. Collins, London / San Francisco CA 1987.
- Ulrich Schwab: Friedrich Schleiermacher. In: Biographisch-Bibliographisches Kirchenlexikon (BBKL). Band 9, Bautz, Herzberg 1995, ISBN 3-88309-058-1, Sp. 253–270 (Artikel/Artikelanfang im Internet-Archive).
- Hermann Fischer: Friedrich Daniel Ernst Schleiermacher. C.H. Beck, München 2001, ISBN 3-406-45974-9 (bei Google Books).
- Kurt Nowak: Schleiermacher: Leben, Werk und Wirkung. (= UTB für Wissenschaft. 2215). Vandenhoeck & Ruprecht, Göttingen 2001, ISBN 3-525-55448-6, urn:nbn:de:bvb:12-bsb00045779-5 (Standardwerk)
- Gunter Scholtz: Schleiermacher, Friedrich Daniel Ernst. In: Neue Deutsche Biographie (NDB). Band 23, Duncker & Humblot, Berlin 2007, ISBN 978-3-428-11204-3, S. 54–57 (Digitalisat).

### Wichtige Sammelbände
- Kurt-Victor Selge (Hrsg.): Internationaler Schleiermacher-Kongreß Berlin 1984. Zwei Teilbände. Berlin / New York 1985.
- Ulrich Barth, Claus-Dieter Osthövener (Hrsg.): 200 Jahre „Reden über die Religion“. Akten des 1. Internationalen Kongresses der Schleiermacher-Gesellschaft Halle, 14.–17. März 1999. (= Schleiermacher Archiv. 19). Berlin / New York 2000.
- Andreas Arndt, Ulrich Barth, Wilhelm Gräb (Hrsg.): Christentum – Staat – Kultur. Akten des Kongresses der Internationalen Schleiermacher-Gesellschaft in Berlin, März 2006 (= Schleiermacher-Archiv. 22). De Gruyter, Berlin / New York 2008.
- Andreas Arndt (Hrsg.): Wissenschaft und Geselligkeit: Friedrich Schleiermacher in Berlin 1796–1802. De Gruyter, Berlin / New York 2010, ISBN 978-3-11-020349-3.
- Roderich Barth (Hrsg.): Christentum und Judentum. Akten des Internationalen Kongresses der Schleiermacher-Gesellschaft in Halle, März 2009. de Gruyter, Berlin 2012, ISBN 978-3-11-022052-0
- Andreas Kubik, Michael Murrmann-Kahl (Hrsg.): Die Unübersichtlichkeit des theologischen Studiums heute. Eine Debatte im Horizont von Schleiermachers Enzyklopädie (= Beiträge zur rationalen Theologie. Band 21). Frankfurt am Main u. a. 2013, ISBN 978-3-631-64790-5.
- Martin Ohst (Hrsg.): Schleiermacher-Handbuch. Mohr Siebeck, Tübingen 2017, ISBN 978-3-16-150350-4.
- Jörg Dierken, Arnulf von Scheliha, Sarah Schmidt (Hrsg.): Reformation und Moderne: Pluralität – Subjektivität – Kritik: Akten des Internationalen Kongresses der Schleiermacher-Gesellschaft in Halle (Saale), März 2017 (= Schleiermacher Archiv. 27). De Gruyter, Berlin / New York 2018, ISBN 978-3-11-056766-3.
- Anne Käfer, Constantin Plaul, Florian Priesemuth (Hrsg.): Der reformierte Schleiermacher. Prägungen und Potentiale seiner Theologie (= Schleiermacher Archiv. 28). De Gruyter, Berlin / New York 2020, ISBN 978-3-11-060757-4.
- Stefan Lang, Klaus Viertbauer (Hrsg.): Friedrich Schleiermacher's Philosophy of Religion: Historical and Contemporative Perspectives, New York 2025, ISBN 978-1032659077.

### Interpretation
- Stephanie Bermges: Die Grenzen der Erziehung. Eine Untersuchung zur romantischen Bildungskonzeption Friedrich Schleiermachers. (= Studien zur Pädagogik der Schule. Band 34). Peter Lang, Frankfurt am Main 2010, ISBN 978-3-631-60421-2.
- Christian Berner: La Philosophie de Schleiermacher: Herméneutique, dialectique, éthique. Paris 1995.
- Hans-Joachim Birkner: Schleiermacher-Studien. (= Schleiermacher-Archiv. Band 16). Berlin / New York 1996.
- Otto Friedrich Bollnow: Einige Bemerkungen zu Schleiermachers Pädagogik. (PDF; 144 kB) In: Zeitschrift für Pädagogik. 32/5 1986, S. 719–741.
- Jens Brachmann: Friedrich Schleiermacher. Ein pädagogisches Porträt. Weinheim/Basel 2002.
- Matthias Blum: „Ich wäre ein Judenfeind?“. Zum Antijudaismus in Friedrich Schleiermachers Theologie und Pädagogik. Böhlau, Köln 2010, ISBN 978-3-412-20600-0.
- Richard Crouter: Friedrich Schleiermacher Between Enlightenment and Romanticism. Cambridge University Press, Cambridge / New York 2005, ISBN 0-521-01201-5.
- Andrew C. Dole: Schleiermacher on religion and the natural order. Oxford University Press, Oxford 2010, ISBN 978-0-19-534117-1.
- Michael Eckert: Gott – Glauben und Wissen. Friedrich Schleiermachers philosophische Theologie. de Gruyter, Berlin / New York 1987.
- Christiane Ehrhardt: Religion, Bildung und Erziehung bei Schleiermacher. Göttingen 2005, ISBN 978-3-89971-256-8.
- Christof Ellsiepen: Anschauung des Universums und Scientia Intuitiva. Die spinozistischen Grundlagen von Schleiermachers früher Religionstheorie. Berlin / New York 2006.
- Albrecht Geck: Schleiermacher als Kirchenpolitiker. Die Auseinandersetzungen um die Reform der Kirchenverfassung in Preußen (1799–1823). Luther Verlag, Bielefeld 1997, ISBN 978-3-7858-0370-7.
- Simon Gerber: Schleiermachers Kirchengeschichte. Mohr Siebeck, Tübingen 2015, ISBN 978-3-16-154079-0.
- Brian A. Gerrish: A Prince of the Church. Schleiermacher and the Beginnings of Modern Theology. London / Philadelphia 1984.
- Wilhelm Gräb: Ein Herrnhuter – höherer Ordnung. Die Spiritualität Friedrich Daniel Ernst Schleiermachers (1768–1834). In: Peter Zimmerling (Hrsg.): Handbuch Evangelische Spiritualität, Band 1: Geschichte. Vandenhoeck & Ruprecht, Göttingen 2017, ISBN 978-3-525-56719-7, S. 529–548.
- Elisabeth Hartlieb: Geschlechterdifferenz im Denken Friedrich Schleiermachers (= Theologische Bibliothek Töpelmann 136). de Gruyter Berlin / New York 2006.
- Kai Horstmann: Zwischen Natur- und Sittengesetz. Fundamentalethik nach Schleiermacher im Gespräch mit Konrad Lorenz und Karl-Otto Apel. Aachen 1999.
- Tobias Kirchhof: Der Tod Schleiermachers. Prozess und Motive, Nachfolge und Gedächtnis. Leipzig/Berlin 2006, ISBN 3-933816-22-X.
- Steffen Kleint: Über die Pädagogik Schleiermachers. Theoriebildung im Spannungsfeld von Kritik und Affirmation. Lang, Frankfurt am Main 2008, ISBN 978-3-631-58221-3.
- Julia A. Lamm: The Living God: Schleiermacher’s Theological Appropriation of Spinoza. University Park, Pennsylvania 1996.
- Thomas Lehnerer: Die Kunsttheorie Friedrich Schleiermachers. Stuttgart 1987.
- Ingrid Lohmann: Lehrplan und Allgemeinbildung in Preußen. Eine Fallstudie zur Lehrplantheorie Schleiermachers. Frankfurt am Main / Bern / New York 1984.
- Günter Meckenstock: Deterministische Ethik und kritische Theologie. Die Auseinandersetzung des frühen Schleiermacher mit Kant und Spinoza 1789–1794. Berlin / New York 1988.
- Friedrich-Wilhelm Marquardt: Friedrich Daniel Ernst Schleiermacher (Theologie in der bürgerlichen Gesellschaft I). Bonn 2012, ISBN 978-3-9806216-5-6.
- Andreas Reich: Friedrich Schleiermacher als Pfarrer an der Berliner Dreifaltigkeitskirche 1809–1834. (= Schleiermacher-Archiv. Band 12). Berlin / New York 1992.
- Sarah Schmidt: Die Konstruktion des Endlichen. Schleiermachers Philosophie des Endlichen. Berlin / New York 2005.
- Bernhard Schmidt: Lied – Kirchenmusik – Predigt im Festgottesdienst Friedrich Schleiermachers. Zur Rekonstruktion seiner liturgischen Praxis. Berlin / New York 2002.
- Gunter Scholtz: Die Philosophie Schleiermachers. Darmstadt 1984.
- Markus Schröder: Die kritische Identität des neuzeitlichen Christentums. Schleiermachers Wesensbestimmung der christlichen Religion. Tübingen 1996.
- Johannes Schurr: Schleiermachers Theorie der Erziehung. Pädagogischer Verlag Schwann, Düsseldorf 1975.
- Daan Thoomes: Opvoeding als opdracht. Over Friedrich Schleiermachers opvoedingsfilosofie (Erziehung als Auftrag. Über Friedrich Schleiermachers Philosophie der Erziehung). Kampen 1989.
- Daan Thoomes: 'Friedrich Schleiermacher (1768–1834) – Theoloog, filosoof en pedagoog'. In: Bas Levering en Ton Kroon (red.), Grote pedagogen in klein bestek. Amsterdam, SWP, 2008 / 2019 dspace.library.uu.nl
- Denis Thouard: Schleiermacher: Communauté, individualité, communication. Paris 2007.
- Roger Töpelmann: Romantische Freundschaft und Frömmigkeit: Briefe des Verlegers Georg A. Reimer an Friedrich Schleiermacher. Weidmann, Hildesheim 1999, ISBN 3-7657-1410-0
- Falk Wagner: Schleiermachers Dialektik. Eine kritische Interpretation. Gütersloh 1974.
- Holger Werries: Alles Handeln ein Handeln der Kirche. Schleiermachers Ekklesiologie als Christologie. Evangelische Verlagsanstalt, Leipzig 2012, ISBN 978-3-374-03091-0.
- Matthias Wolfes: Öffentlichkeit und Bürgergesellschaft. Friedrich Schleiermachers politische Wirksamkeit Zwei Bände. Berlin / New York 2004.

Siehe auch den Literaturüberblick von Ulrich Barth: Schleiermacher-Literatur im letzten Drittel des 20. Jahrhunderts. In: Theologische Rundschau. 66, 2001, S. 408–461.